# Pallasita

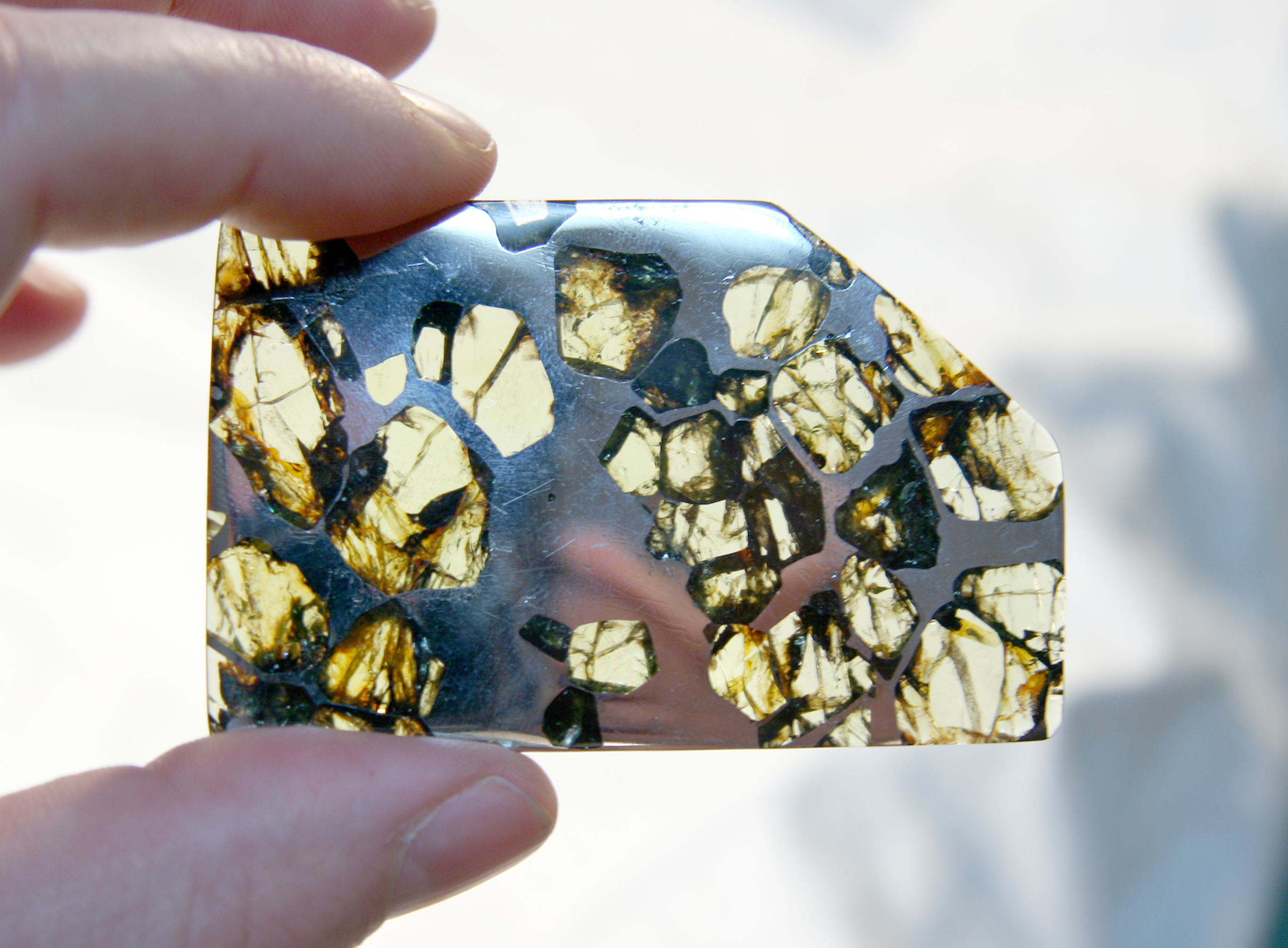
Una lámina de la pallasita de Esquel, mostrando claramente los grandes cristales de olivino intercalados en la matriz metálica.

Las pallasitas son una clase de litosideritos con una matriz de hierro metálico. El nombre de pallasita también se aplica al tipo de agregado mineral del que se componen estos aerolitos.

## Estructura y composición
El material que integra las pallasitas suele estar formado por cristales centimétricos de olivino de gran pureza (con la calidad de gema del peridoto) en una matriz de hierro-níquel, aunque existen ejemplares donde el olivino es escaso o incluso carecen por completo de este mineral. Las zonas metálicas más extensas muestran patrones de Widmanstätten cuando se tratan con ácido nítrico. Componentes menores son schreibersita, troilita, cromita, piroxenos, y fosfatos (whitlockita, stanfieldita, farringtonita, y merrillita).

## Clasificación y subgrupos

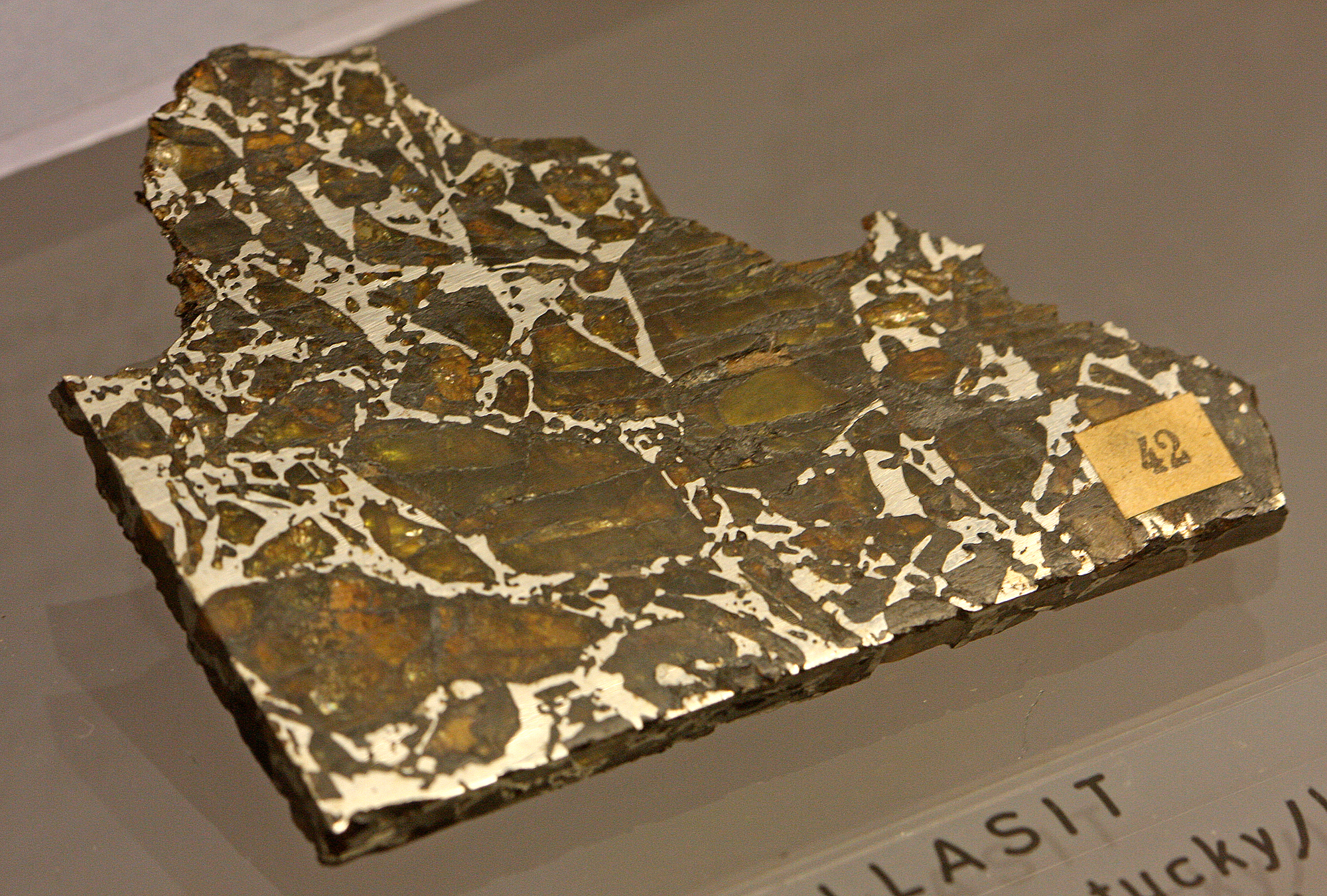
Eagle Station, grupo ES

Analizando la composición isotópica del oxígeno de las muestras, la composición del hierro meteórico y la composición de los silicatos, las pallasitas se han dividido en 4 subgrupos:
- Grupo principal de pallasitas (Pallasites Main Group; PMG): Casi todas las pallasitas.
- Grupete de Eagle Station (PES): 4 especímenes conocidos.  Están relacionados con el hierro IIF.
- Grupete de pallasitas con piroxeno (PPX): cuenta tan solo con los ejemplares de los meteoritos Vermillion y Yamato 8451.  Toman su nombre de su alto contenido en ortopiroxeno (aproximadamente el 5%). La matriz de metal muestra un definido patrón de Widmanstätten octaédrico.
- Pallasitas sin grupo (P-ung): Especímenes que no se corresponden con ninguno de los grupos anteriores.

## Origen
Inicialmente se pensó que las pallasitas se originaban en la frontera entre el manto y el núcleo de asteroides diferenciados que posteriormente eran fracturados mediante sucesivos impactos. Una hipótesis alternativa más reciente es que son generadas por impactos que mezclan directamente los materiales del núcleo y del manto.

## Historia

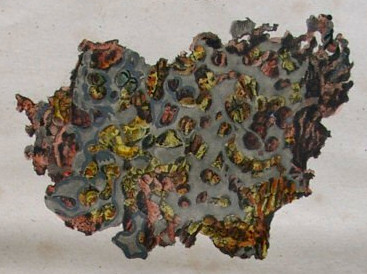
Meteorito de Krasnojarsk

Un error común es asociar su nombre con el asteroide Pallas. En realidad, su nombre es un tributo al naturalista alemán Peter Pallas (1741–1811), quien estudió en 1772 el primer espécimen, encontrado cerca de Krasnoyarsk (en las montañas de Siberia), con un peso de 680 kilogramos. La masa descrita por Pallas en 1776 fue uno de los ejemplos utilizados por Chladni en los años 1790 para demostrar la realidad de la caída de meteoritos en la Tierra, lo que en su tiempo era considerado por la mayoría de los científicos como cuentos populares. Esta masa de roca era completamente distinta a todas las rocas o las menas encontradas en esta área (y la gran pieza no podía haber sido transportada accidentalmente hasta el sitio donde apareció), pero su contenido de metal nativo era similar al de otras masas conocidas halladas en áreas totalmente diferentes.

## Caídas de pallasitas
Las pallasitas son un tipo raro de meteorito. Solo se han documentado 61 hallazgos, incluyendo 10 en la Antártida, y con cuatro de ellos cuya caída pudo observarse. Las siguientes cuatro caídas figuran por orden cronológico:
- Mineo, Sicilia, Italia. Se observó un meteoro luminoso y se vio caer un objeto con un fuerte sonido en mayo de 1826. Solo 46 gramos del meteorito se han conservado en colecciones.
- Zaisho, Japón. Se localizó una pieza de 330 g el 1 de febrero de 1898, tras precipitarse con el aspecto de una bola de fuego.[10]
- Marjalahti, Karelia, Rusia. Después de la aparición de un meteoro de aspecto brillante acompañado de una serie de detonaciones, se vio caer una gran masa, recuperándose 45 kilogramos del aerolito en junio de 1902. En esta época, el lugar donde cayó pertenecía a Finlandia, y la masa principal de Marjalahti está ahora en el Museo Geológico de la Universidad de Helsinki.
- Omolon, Región de Magadan, Rusia. Un pastor de renos observó el 16 de mayo de 1981 la caída de un meteorito, y encontró una pieza de 250 kilogramos dos años más tarde. La caída fue confirmada por una estación meteorológica, que había observado una bola de fuego en la misma fecha.

## Pallasitas notables

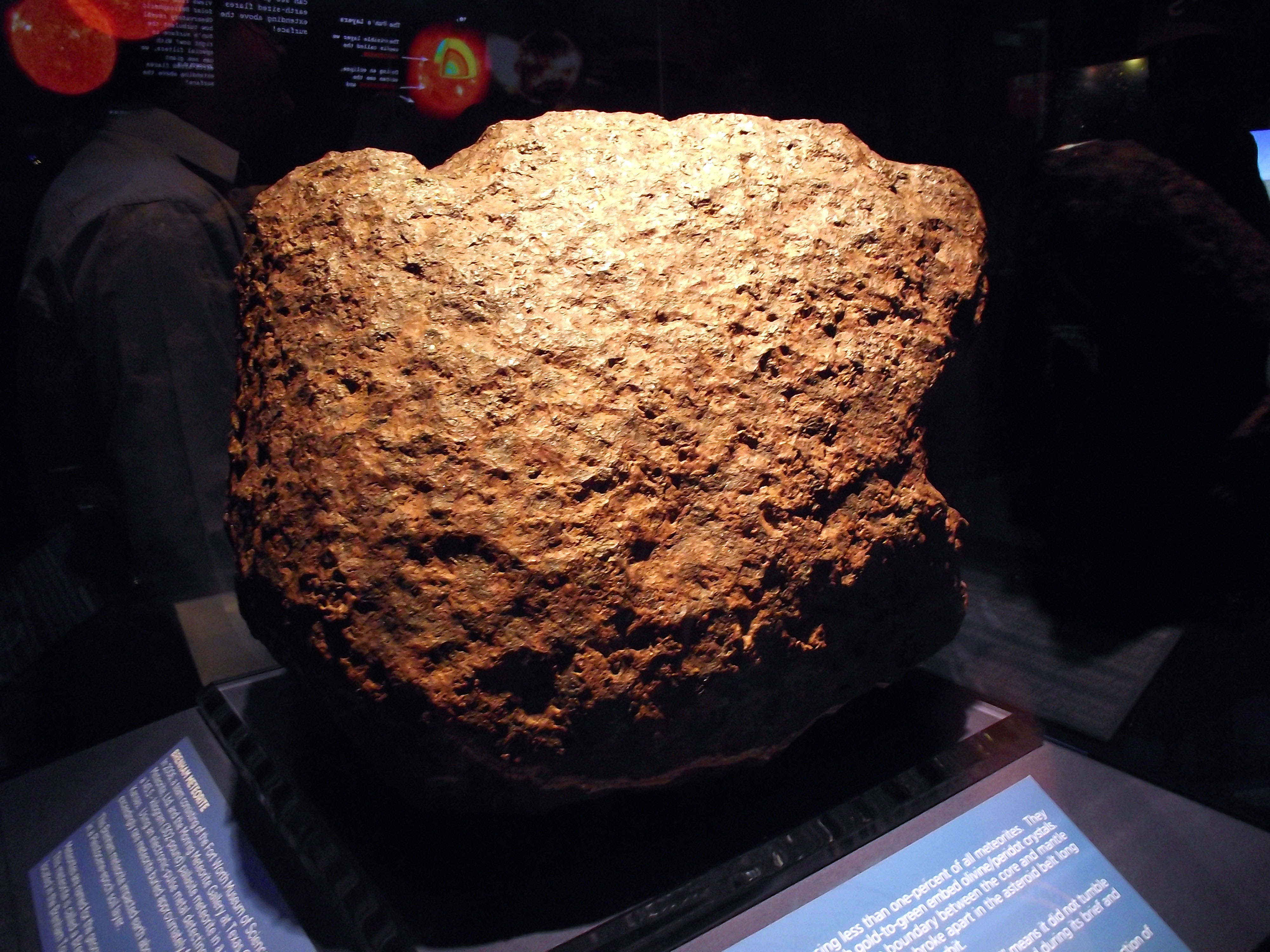
Brenham

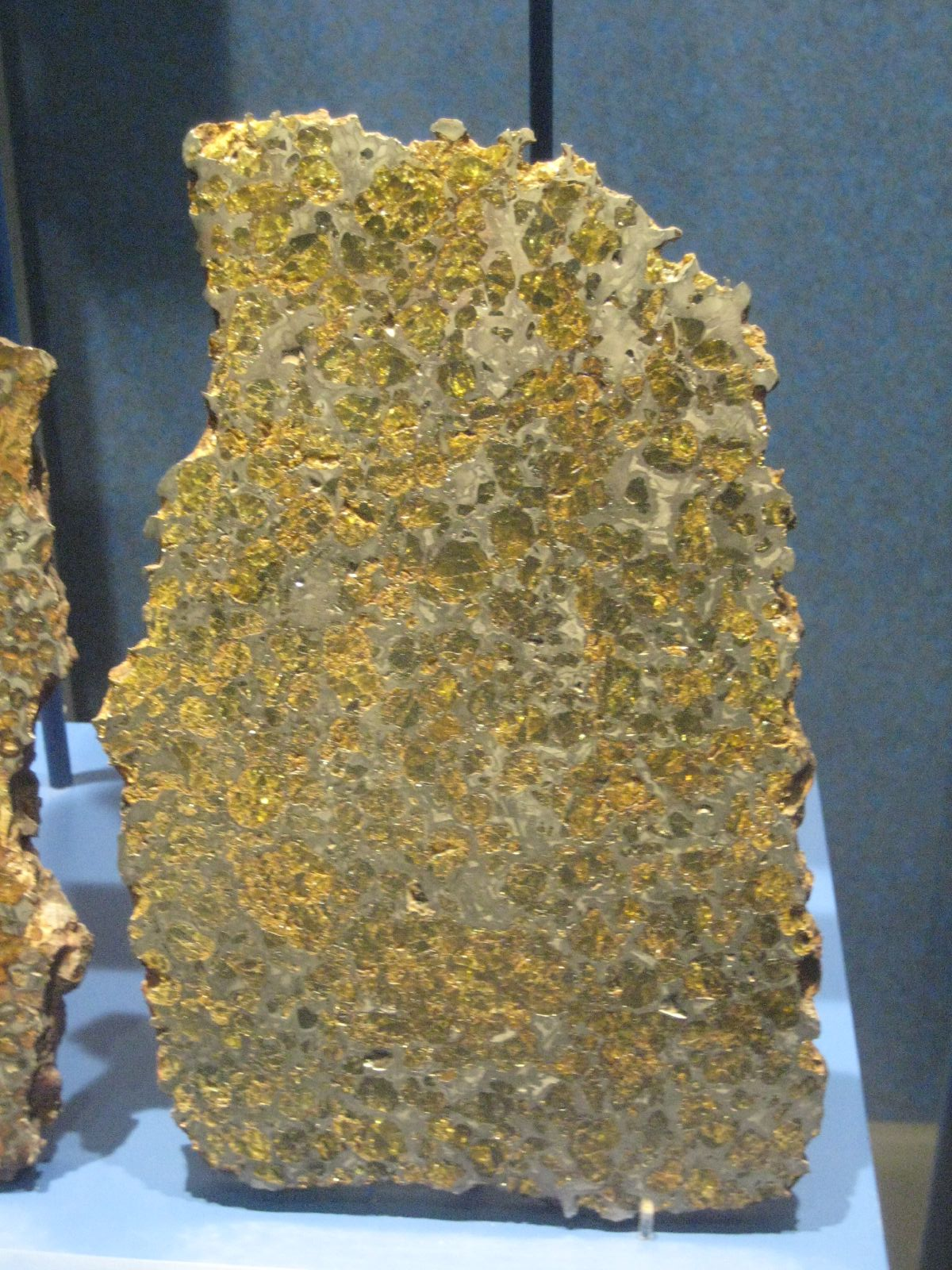
Laja del aerolito de Imilac

A pesar de que la pallasita es un tipo de meteorito raro, se pueden encontrar bastantes muestras en museos y colecciones privadas de meteoritos, y se dispone de material para investigación.  Esto es debido a ciertos grandes hallazgos, algunos de los cuales han alcanzado más de una tonelada de material. La lista siguiente incluye los mayores hallazgos registrados:
- Brenham, Kansas, Estados Unidos. En 1890 se encontraron aproximadamente 20 fragmentos con un peso total de unos 1000 kilogramos, en los alrededores del cráter de Haviland, un pequeño impacto de unos 15 m de diámetro. Se encontraron más trozos posteriormente, incluyendo uno de 454 kilogramos a una profundidad de 1,5 m. El peso total de  todas estas piezas es de aproximadamente 4,3 toneladas.  Un fragmento de 487 kilogramos se exhibe en el Museo Field de Historia Natural, Chicago. En 2005, Steve Arnold de Arkansas, EE. UU., y Phil Mani de Texas, EE.UU., desenterraron una gran masa de 650 kilogramos, y en 2006 una serie de otros nuevos grandes fragmentos.[11][12]
- Huckitta, Territorio del Norte, Australia. En 1937 se halló una masa de 1400 kilogramos en una propiedad ganadera al noreste de Alice Springs. Antes, en 1924, una pieza de aproximadamente 1 kilogramo había sido encontrada en Burt Plain, al norte de Alice Springs.
- Fukang, Provincia de Xinjiang, China. En el año 2000 se localizó una masa de 1003 kilogramos.
- Imilac, Desierto de Atacama, Chile; conocido desde 1822. Numerosas masas de hasta 200 kilogramos se encontraron, con un peso total de aproximadamente 920 kg.
- Brahin, Región de Gomel, Bielorrusia, conocido desde 1810. Se encontraron muchas masas diseminadas en un campo, con un peso total de aproximadamente 820 kg. En 2002 se halló una masa adicional de 227 kg a una profundidad de 3 m.
- Esquel, Chubut, Argentina. Una gran masa de 755 kg se encontró embebida en el terreno antes de 1951.
- Pallasovka, Pallasovka, Rusia.  Una sola masa de 198 kg se encontró cerca de Pallasovka en 1990. De forma coincidente, tanto la ciudad de Pallasovka como la pallasita de los meteoritos se denominaron así en honor del naturalista Peter Pallas.
- Krasnojarsk, Yeniseisk, Rusia.  Una masa de aproximadamente 700 kg se detectó en 1749, aproximadamente a 233 km al sur de Krasnojarsk. Fue localizado por P. S. Pallas en 1772, siendo transportado a Krasnojarsk. La masa principal de 515 kg se encuentra ahora en Moscú, en la Academia de Ciencias. La denominación de pallasita se comenzó a utilizar después de que Peter Pallas realizara su estudio de este meteorito.
- Seymchan, descubierto en 1967 cerca de la ciudad del mismo nombre, en el lejano oriente ruso. Este grupo principal de pallasitas presenta algunas áreas libres de cristales de olivino, que pudo haberse formado cerca del contacto del núcleo y del manto de un asteroide. Se han recuperado múltiples masas de más de 1 tonelada.